# 人造天堂
《人造天堂》（法语：Les Paradis Artificiels）是法国诗人夏尔·波德莱尔的一本作品，于1860年出版，描写在鸦片和哈希什影响下的状态。波德莱尔描述了毒品的影响，并讨论了它们在理论上帮助人类达到“理想”世界的方式。这本书受到托马斯·德·昆西的《一个英格兰鸦片吸食者的自白》和Suspiria de Profundis的影响。
波德莱尔分析成瘾者的动机，以及使用者的个人迷幻体验。他的描写，预示了后来1960年代的嬉皮士運動中出现的涉及致幻劑麥角酸二乙酰胺的此类事件。